# Adria (keresztnév)
Az Adria női név az Adriána név rövidülése, jelentése: hadriai.

## Rokon nevek
Adrianna, Adriána, Adrienn

## Gyakorisága
Az 1990-es években az Adria név szórványosan fordult elő. A 2000-es és a 2010-es években sem szerepelt a 100 leggyakrabban adott női név között.
A teljes népességre vonatkozóan az Adria sem a 2000-es, sem a 2010-es években nem szerepelt a 100 leggyakrabban viselt női név között.

## Névnap
március 4., március 5., szeptember 8.